# Agassac
Agassac ist eine französische Gemeinde mit 117 Einwohnern (Stand 1. Januar 2022) im Département Haute-Garonne in der Region Okzitanien (zuvor Midi-Pyrénées). Die Einwohner werden als Agassacois bezeichnet.

## Geographie
Das Gemeindegebiet wird vom Fluss Aussoue durchquert, ganz im Südwesten verläuft sein Zufluss Espienne.
Umgeben wird Agassac von den fünf Nachbargemeinden: 
|                 | Martisserre                                 |          |
| L’Isle-en-Dodon | Kompassrose, die auf Nachbargemeinden zeigt | Mauvezin |
| Coueilles       | Castelgaillard                              |          |

## Geschichte
Die Herren von Agassac werden erstmals im Jahr 1201 genannt. Aus dieser Zeit ist auch eine rechteckige Motte bekannt.  

## Bevölkerungsentwicklung
| Jahr                      | 1962 | 1968 | 1975 | 1982 | 1990 | 1999 | 2006 | 2011 | 2016 | 2019 |
| ------------------------- | ---- | ---- | ---- | ---- | ---- | ---- | ---- | ---- | ---- | ---- |
| Einwohner                 | 199  | 181  | 142  | 119  | 130  | 121  | 123  | 115  | 115  | 122  |
| Quelle: Cassini und INSEE |      |      |      |      |      |      |      |      |      |      |

## Sehenswürdigkeiten

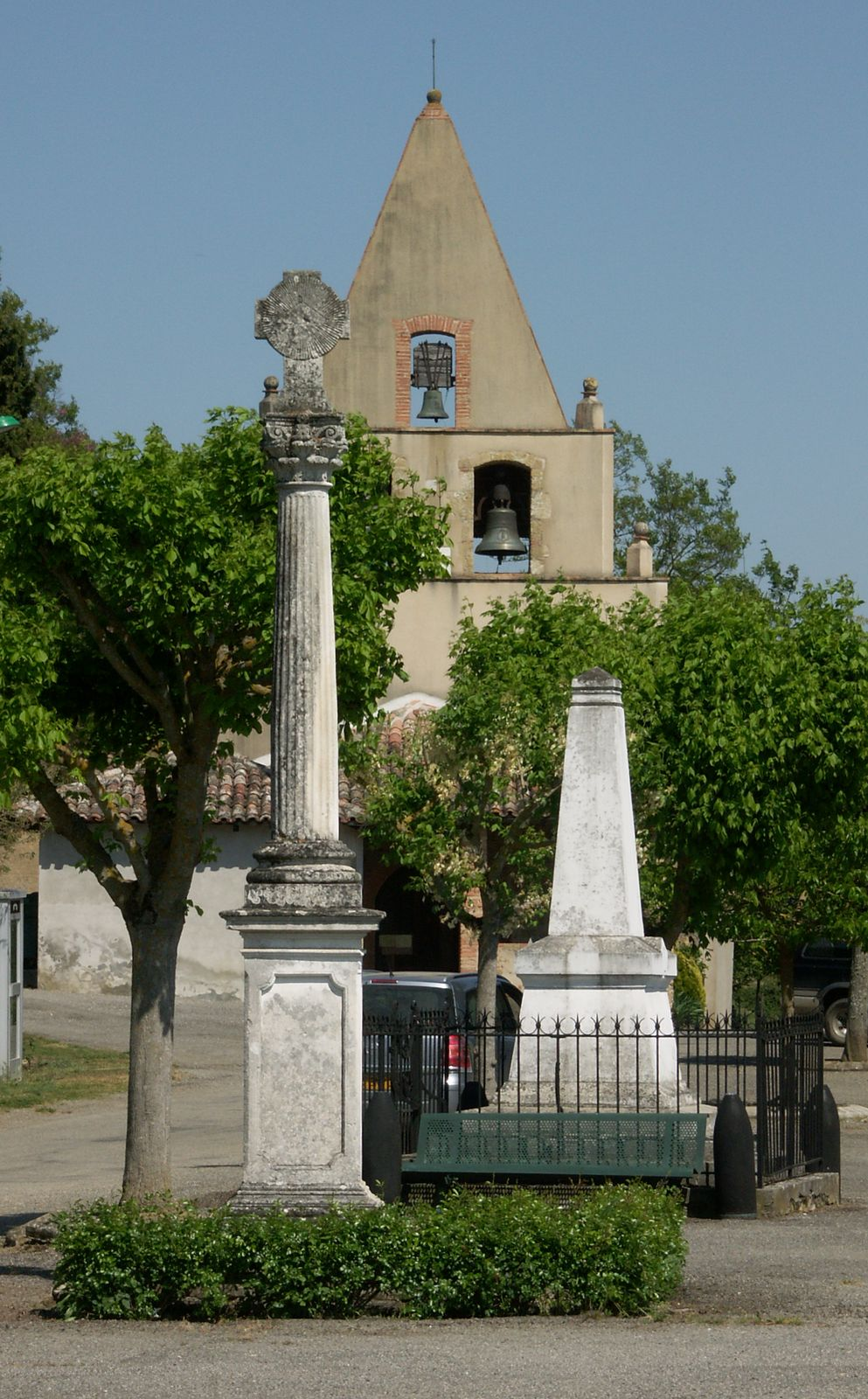
Kirche inmitten des Friedhofs

- Stele der Epona, Monument historique
- Kirche Mariä Geburt (Église de la Nativité-de-la-Sainte-Vierge)
- Taubenturm aus dem 17./18. Jahrhundert